# Quercus inopina
Quercus inopina är en bokväxtart som beskrevs av William Willard Ashe. Quercus inopina ingår i släktet ekar, och familjen bokväxter. Inga underarter finns listade.